# Ричард Чичестерский
Ричард Чичестерский в миру Ричард Вичский (1197, Вич ( ныне Дройтвич, Вустершир, Англия) - 3 апреля 1253, Дувр) – святой католической и англиканской церкви, английский священник, епископ Чичестерский (с 1244).
Боролся за достойное проведение мессы, за свободное отправление таинств и за безбрачие духовенства. Почитается, как покровитель кучеров.
Канонизирован в 1262 году папой Урбаном IV.
День памяти – 3 апреля в католической церкви, 16 июля в англиканской церкви.

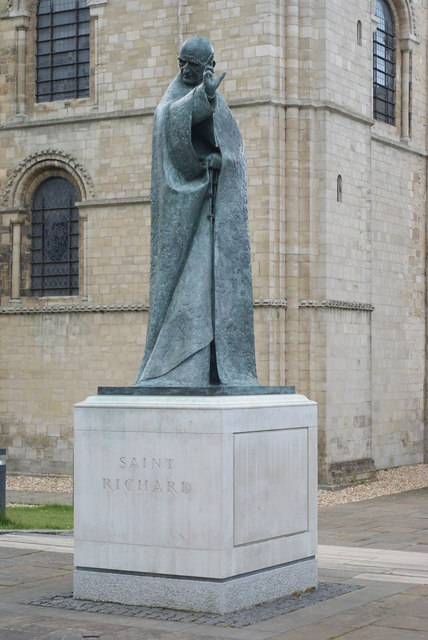
Памятник святому в Чичестере

## Биография
Сын скромных землевладельцев. С детства много работал. Образование получил в Оксфорде, Париже, Болонье. Среди его учителей были  Эдмунд Рич и Роберт Гроссетест.
Около 1235 года стал ректором Оксфордского университета, его учитель Эдмунд Рич, ставший архиепископом Кентерберийским, хотел, чтобы он занял более важную позицию.  Ричард во многом содействовал Ричу в проведении реформы духовенства, в противодействии вмешательству королевской власти в дела церкви и поддержал его против короля Англии Генриха III. Ричард сопровождал его в изгнании во Франции. Затем изучал богословие в Орлеане. 
В 1244 году епископы избрали Ричарда епископом Чичестера, но король Генрих назначил на этот пост своё доверенное лицо. Хотя папа Иннокентий IV утвердил Ричарда в епископы в 1245 году, король не позволил ему вступить в должность. Таким образом, Ричард управлял своей епархией неофициально, что в сочетании со скромным образом жизни сближало его с простым народом. Новый епископ, вернувшийся в свою Чичестерскую епархию, обнаружил, что все имущество конфисковано, и вынужден был поселиться в доме приходского священника в Тарринге , передвигаясь пешком по всей епархии, чтобы нести своё служение и возделывать землю в свободное время.
Только в 1247 году король Генрих сдался под угрозой отлучения от церкви, и Ричард смог занять место епископа в Чичестере. Но даже тогда он сохранил свой образ жизни. Ричард был человеком большого милосердия, щедрым и гостеприимным, даже с грешниками и, прежде всего, щедрым к тем, кто пострадал от голода 1247 года.
Он учредил епархиальные статуты, которые сохранились до сих пор. Они включают все положения о безбрачии и поведении духовенства, о свободном совершении таинств, о достойном совершении мессы, о дисциплине верующих в соблюдении праздничного правила  и знание наизусть молитв; он также оказал большую благотворительность и помощь больным и престарелым священникам.
В последние годы своей жизни активно агитировал за крестовый поход с целью вновь открыть Святую Землю для паломников.
После смерти Ричарда похоронили в Чичестерском соборе. Его могила была популярным местом паломничества, пока не была разрушена в 1538 году по приказу короля Англии Генриха VIII в ходе Тюдоровской секуляризации.